# Фалоцентризм
Фалоцентризм ― це ідеологія, згідно з якою фалос або чоловічий статевий орган є центральним елементом організації соціального світу. Фалоцентризм аналізувався в літературознавстві, психоаналізі та психології, лінгвістиці, медицині, охороні здоров’я, філософії та феміністській теорії.

## Перша фаза
Термін введений в 1927 році Ернестом Джонсом в рамках його дебатів з Фрейдом щодо ролі фалічної стадії в дитячому розвитку, коли він стверджував, що «чоловіків-аналітиків змусили прийняти надмірно фалоцентричний погляд». Спираючись на попередні аргументи Карен Горні, Джонс у низці статей підтримував позицію, згідно з якою жінки не були розчарованими заздрістю до пеніса істотами. Натомість це переконання було теоретичним захистом Фрейда від кастраційної тривоги. Однак Фрейд залишався непохитним у своїй опозиції до тези Горні/Джонса. Джанет Малкольм описала ситуацію так: «концепція Фрейда, звичайно, є... описом фалоцентризму, а не його рекомендацією».

## Друга фаза
Жак Лакан додав лінгвістичний поворот до дискусії, стверджуючи, що фалос не є частиною ― об'єктом, уявним об'єктом або фізичним органом, а скоріше «знаменником, що мав на меті позначити в цілому наслідки позначеної... цієї означувальної функції фалосу».
Жак Дерріда оскаржив його тезу як фалоцентричну, і слово взяв фемінізм другої хвилі, поширивши фокус протесту від Лакана до фрейдистського  психоаналізу та мислення, орієнтованого на чоловіка в цілому: «Фалос, як центр значення, став ідентичністю людини з самою собою... чоловічим символом».
Однак всередині фемінізму з цього приводу виник конфлікт. Деякі французькі феміністки, бачачи фалоцентризм та фемінізм як дві сторони однієї медалі, прагнули зробити постфалістичний прорив. Інші, наприклад, англійська феміністка Жаклін Роуз, визнаючи, що «Лакан був причетний до описаного ним фалоцентризму», вважали його аналіз важливим для розуміння того, що жінки формуються у суспільстві як роздвоєний суб'єкт.

## Третя фаза
З постколоніальної точки зору такі теоретичні дискусії виявили нерелевантність феміністок першого світу з їх фалоцентричними занепокоєннями для звичайного життя жінки піднебесної у третьому світі; фемінізм третьої хвилі з його турботою про маргіналізацію, особливість та інтерсекційність також широко розцінював теоретизм та есенціалізм попередньої турботи фемінізму про фалоцентризм як нерелевантні для повсякденного жіночого досвіду. Гаятрі Співак вважає, що фемінізм повинен вести переговори з фалоцентризмом, а фалоцентризм повинен вести переговори з фемінізмом.

## Також
- Андроцентризм
- Чоловічий погляд
- Сексуальна об'єктивація
- Гіноцентризм